# Ciarduna
Ciarduna ist ein italienisches Gebäck.
Ciarduna siciliana ist ein süßes Gebäck aus der Region Palermo in Sizilien. Es besteht aus einer Hülle aus Mandel-Keks und ist mit Ricotta oder Mascarpone gefüllt. Andere Varianten sind mit Schokolade ummantelt oder mit Puderzucker überstreut.
Traditionelle Zutaten sind: Mehl, Zucker, Schmalz, Vanille, Backhefe, Ammoniak-Backpulver (Ammoniumhydrogencarbonat), Milch und zerkleinerte Mandeln.